# Paraptilotus chaetosoma
Paraptilotus chaetosoma är en tvåvingeart som beskrevs av Richards 1938. Paraptilotus chaetosoma ingår i släktet Paraptilotus och familjen hoppflugor.
Artens utbredningsområde är Kenya. Inga underarter finns listade i Catalogue of Life.